# Zwartenbergse Molen
De Zwartenbergse molen is een poldermolen uit 1889 in de plaats Leur, gemeente Etten-Leur. Eigenaar is het Waterschap Brabantse Delta. De molen is een ronde stenen grondzeiler, die een afgebrande molen uit 1721 verving, die in 1888 was afgebrand. Aanvankelijk wilde men een stoomgemaal bouwen, maar de brandverzekering zou in dat geval een aanzienlijk lager bedrag uitkeren dan bij vervanging door een nieuwe windmolen.
De Zwartenbergse Molen bemaalt de polder De Haagsche Beemden, tegenwoordig op vrijwillige basis. Het waterschap heeft de molen in 2006/7 inwendig en uitwendig gerestaureerd.
De molen kan maximaal 80 kubieke meter water per minuut verplaatsen.
De Zwartenbergse Molen is op iedere 1e en 3e zaterdag van de maand 11.00 - 16.00 uur en op afspraak te bezoeken.

## Foto's

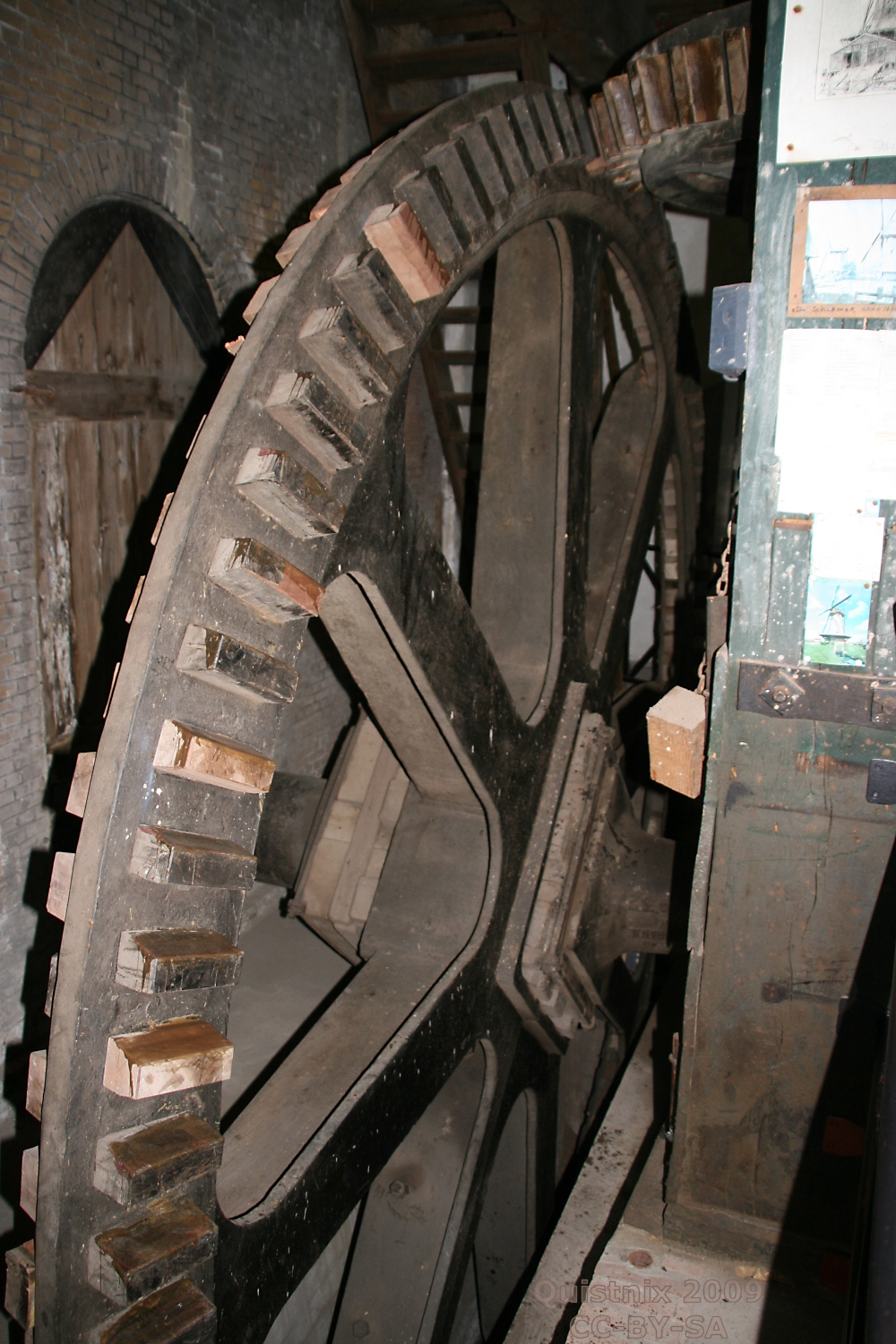
Onderbonkelaar